# Дворцовый комендант
Дворцовый комендант — должность в Министерстве императорского двора, с 14 марта 1896 года, начальника органа управления формирований защиты и охраны императорской фамилии. 
Должность появилась в результате переименования Дежурного при Е. И. В. генерала с сохранением всех прежних функциональных обязанностей по обеспечению охраны императора и августейшей семьи.

#### Дворцовые коменданты
- Гессе, Пётр Павлович (21.03.1896 – 14.07.1905)
- Озеров, Сергей Сергеевич (11.07.1905 – 04.09.1905)
- Енгалычев, Павел Николаевич (06.09.1905 – 26.10.1905)
- Трепов, Дмитрий Федорович (1905 – 1906)
- Дедюлин, Владимир Александрович (сентябрь 1906 – 1913)
- Воейков, Владимир Николаевич (24.12.1913 – 1917)